# ایدیت برت
ایدیت برت (انگلیسی: Edith Barrett؛ ۱۹ ژانویهٔ ۱۹۰۷ – ۲۲ فوریهٔ ۱۹۷۷) هنرپیشه اهل ایالات متحده آمریکا بود.